# Tour dei New Zealand Māori 1958
I New Zealand Maori, selezione rugbystica di giocatori di etnia Maori nel 1958 si imbarcarono per un tour in Australia e Nuova Zelanda

## Risultati
Sistema di punteggio: meta = 3 punti, Trasformazione=2 punti. Punizione e calcio da mark=  3 punti. drop = 3 punti. 
| Canberra giugno 1958 | A.C.T. | 13 – 30 | New Zealand Māori |  |

| Brisbane 10 giugno 1958 | Queensland | 12 – 24 | New Zealand Māori |  |

| Arbitro: | O'Leary |

|                              |           |                                                       |
| mete: Morton c.p.: Lenehan 4 | Marcatori | mete: Emery, Grbich trasf.: Whatarau c.p.: Whatarau 2 |

| Sydney 21 giugno 1958 | New Sotuh Wales | 0 – 0 | New Zealand Māori |  |

| Sydney giugno 1958 | Australian Barbarians | 8 – 38 | New Zealand Māori |  |

| Arbitro: | Vanderfield |

|               |           |               |
| c.p.: Donalds | Marcatori | mete: Walters |

| Adelaide giugno 1958 | Sud Australia | 18 – 16 | New Zealand Māori |  |

| Arbitro: | Tierney |

|                |           |                                                  |
| c.p.: Donald 2 | Marcatori | mete: Koopu Raureti, Whatarau trasf.: Whatarau 2 |

| Auckland 28 giugno 1958 | Nuova Zelanda XV | 0 – 0 | New Zealand Māori |  |